# Moruya River
Der Moruya River ist ein Fluss im Südosten des australischen Bundesstaates New South Wales.

## Geografie
Der Moruya River ist ein kurzes Salzwasser-Ästuar, das vom Deua River gespeist wird. Die Stadt Moruya liegt am Fluss etwa zehn Kilometer von der Küste entfernt. Früher war der Fluss bis Moruya schiffbar und wurde von der Illawarra Steam Navigation Company befahren.
Der Princes Highway überquert den Fluss in Moruya. Die erste Brücke wurde 1876 erbaut. Wegen häufiger Überflutungen mussten 1900, 1945 und 1966 neue Brücken gebaut werden.
An der Flussmündung liegt die Kleinstadt Moruya Heads.

### Schwelle
Der Fluss hatte eine Schwelle an seiner Mündung in die Tasmansee. Die Schwelle war für die Schifffahrt gefährlich und wegen etlicher Gefahren für kleinere Schiffe und weil sie ein Hindernis für die Einfahrt großer Schiffe darstellte, war die erste wichtige Siedlung in der Gegend Broulee weiter nördlich an der Küste. 1841 schwemmte eine Flut die Schwelle weg und die Stadt Moruya, die nun frei zugänglich war, entwickelte sich auf Kosten von Broulee, auch wenn es später weiterhin Probleme mit der Schwelle gab. Schließlich gewährte Moruya ab den 1850er-Jahren den leichtesten Zugang zu den Goldfeldern von Araluen am Deua River.
Die Benandra, ein aus Holz gebautes Dampfschiff der Illawarra Steam Navigation Company für den Gütertransport, ging am 25. März 1924 verloren, als es auf eine Sandbank in der Nähe der alten Felsschwelle auflief. Mindestens ein Seemann kam dabei zu Tode.
Die Schwelle wurde nun durch einen Wellenbrecher aus Felsen auf der Nordseite des Flusses entschärft.

### Nebenflüsse mit Mündungshöhen
Der Fluss hat folgende Nebenflüsse:
- Wamban Creek – 9 m
- Deua River – 9 m
- Mogendoura Creek – 7 m

## Trivia
Der Granit für den Bau der Sydney Harbour Bridge stammt aus Steinbrüchen an den Ufern des Moruya River.